# Glenea fulmecki
Glenea fulmecki là một loài bọ cánh cứng trong họ Cerambycidae.